# Xã Ashley, Quận Stearns, Minnesota
Xã Ashley (tiếng Anh: Ashley Township) là một xã thuộc quận Stearns, tiểu bang Minnesota, Hoa Kỳ. Năm 2010, dân số của xã này là 262 người.